# Жукі (Мазовецьке воєводство)
Жукі (пол. Żuki) — село в Польщі, у гміні Мохово Серпецького повіту Мазовецького воєводства.
Населення — 77 осіб (2011).
У 1975-1998 роках село належало до Плоцького воєводства.

## Демографія
Демографічна структура станом на 31 березня 2011 року:
|          | Загалом | Допрацездатний вік | Працездатний вік | Постпрацездатний вік |
| -------- | ------- | ------------------ | ---------------- | -------------------- |
| Чоловіки | 38      | 6                  | 26               | 6                    |
| Жінки    | 39      | 11                 | 20               | 8                    |
| Разом    | 77      | 17                 | 46               | 14                   |